# Anthidium masunariae
Anthidium masunariae är en biart som beskrevs av Urban 2001. Anthidium masunariae ingår i släktet ullbin, och familjen buksamlarbin. Inga underarter finns listade i Catalogue of Life.